# 13 км (Кемеровская область)
13 км — упразднённый посёлок в Топкинском районе Кемеровской области России. Входил в состав Топкинского сельского поселения. Исключен из учётных данных в 2025 году.

## География
Примыкает к западной окраине села Топки.
Центральная часть населённого пункта расположена на высоте 229 метров над уровнем моря.

## История
Населённый пункт появился при строительстве железной дороги. В селении жили семьи тех, кто обслуживал железнодорожную инфраструктуру разъезда.

## Население
| 2010 |
| ---- |
| 41   |

Гендерный состав
По данным Всероссийской переписи населения 2010 года, в посёлке 13 км проживает 41 человек (19 мужчин, 22 женщины).

## Инфраструктура
Путевое хозяйство Западно-Сибирской железной дороги. Действует железнодорожная платформа 13 км.

## Транспорт
Автомобильный и железнодорожный транспорт.
Автодорога 32Н-108.